# Davrey
Davrey és un municipi francès situat al departament de l'Aube i a la regió del Gran Est. L'any 2007 tenia 249 habitants.

## Demografia

### Població
El 2007 la població de fet de Davrey era de 249 persones. Hi havia 96 famílies de les quals 24 eren unipersonals (20 homes vivint sols i 4 dones vivint soles), 24 parelles sense fills, 28 parelles amb fills i 20 famílies monoparentals amb fills.
La població ha evolucionat segons el següent gràfic:
Habitants censats

### Habitatges
El 2007 hi havia 122 habitatges, 99 eren l'habitatge principal de la família, 16 eren segones residències i 7 estaven desocupats. Tots els 121 habitatges eren cases. Dels 99 habitatges principals, 73 estaven ocupats pels seus propietaris, 19 estaven llogats i ocupats pels llogaters i 7 estaven cedits a títol gratuït; 4 tenien dues cambres, 18 en tenien tres, 22 en tenien quatre i 56 en tenien cinc o més. 66 habitatges disposaven pel capbaix d'una plaça de pàrquing. A 56 habitatges hi havia un automòbil i a 42 n'hi havia dos o més.

### Piràmide de població
La piràmide de població per edats i sexe el 2009 era:
| Homes | Edats   | Dones |
| ----- | ------- | ----- |
| 0     | 95 o +  | 0     |
| 4     | 90 a 94 | 8     |
| 4     | 85 a 89 | 4     |
| 4     | 80 a 84 | 0     |
| 0     | 75 a 79 | 8     |
| 4     | 70 a 74 | 8     |
| 4     | 65 a 69 | 0     |
| 12    | 60 a 64 | 16    |
| 0     | 55 a 59 | 0     |
| 12    | 50 a 54 | 8     |
| 8     | 45 a 49 | 8     |
| 16    | 40 a 44 | 12    |
| 4     | 35 a 39 | 4     |
| 8     | 30 a 34 | 8     |
| 4     | 25 a 29 | 4     |
| 8     | 20 a 24 | 0     |
| 8     | 15 a 19 | 4     |
| 12    | 10 a 14 | 8     |
| 0     | 5 a 9   | 4     |
| 12    | 0 a 4   | 4     |

## Economia
El 2007 la població en edat de treballar era de 156 persones, 107 eren actives i 49 eren inactives. De les 107 persones actives 96 estaven ocupades (52 homes i 44 dones) i 11 estaven aturades (4 homes i 7 dones). De les 49 persones inactives 18 estaven jubilades, 13 estaven estudiant i 18 estaven classificades com a «altres inactius».

### Ingressos
El 2009 a Davrey hi havia 105 unitats fiscals que integraven 251,5 persones, la mediana anual d'ingressos fiscals per persona era de 14.312 €.

### Activitats econòmiques
Dels 2 establiments que hi havia el 2007, 1 era d'una empresa de fabricació d'altres productes industrials i 1 d'una empresa de construcció.
L'únic servei als particulars que hi havia el 2009 era un taller de reparació d'automòbils i de material agrícola.
L'any 2000 a Davrey hi havia 18 explotacions agrícoles que ocupaven un total de 913 hectàrees.

## Poblacions més properes
El següent diagrama mostra les poblacions més properes.